# تلفزيون فيتنام
تلفزيون فيتنام (بالإنجليزية: Vietnam Television), (بالفيتنامية: Đài Truyền hình Việt Nam) هي شبكة إعلامية وقنوات تلفزيونية وطنية فيتنامية تأسست في 7 سبتمبر 1970. يقع مقرها الرئيسي في مدينة هانوي.